# Adrien Dax
Adrien Dax (* 1913 in Toulouse, Département Haute-Garonne; † 29. August 1979 ebenda) war ein französischer Autor und Maler des Surrealismus.

## Leben und Wirken
Dax stammte aus sehr einfachen Verhältnissen. Sein Vater, ein Arbeiter, starb an den Spätfolgen seiner Verletzungen aus dem Ersten Weltkrieg. 
Durch ein Stipendium konnte Dax Abendkurse der École des Beaux-Arts (EBA) in seiner Heimatstadt besuchen. Politisch interessiert stand er erst dem Mouvement des Jeunes Socialistes nahe, trat aber dann dem Mouvement Jeunes Communistes de France bei. Er fungierte für kurze Zeit in seinem Regionalverband als Sekretär, doch bereits nach kurzer Zeit schloss man ihn aus der Bewegung wieder aus, da Kunst und Politik unvereinbar schien.
An der EBA lernte er 1933 die neue von Albert Skira gegründete Zeitschrift Minotaure kennen und damit auch erste surrealistische Künstler. Während dieser Zeit begann Dax erste Artikel und Essais zu veröffentlichen.
1936 schloss sich Dax einigen Freunden an und ging nach Spanien. Bis 1939 kämpfte er dort im Bürgerkrieg und kam 1939 in Kriegsgefangenschaft, die er im Deutschen Reich verbrachte.
Das Kriegsende erlebte er in seiner Heimatstadt und 1947 ging Dax nach Paris, da er sich dort als Künstler bessere Chancen erhoffte. Durch seine Freundschaft mit André Breton konnte weitere Kontakte knüpfen, u. a. lernte er durch diesen einige Galeristen kennen, bei denen er später ausstellen konnte.
Immer noch politisch engagiert, gehörte Dax am 5. September 1960 zu den Unterzeichnern des Manifests der 121.
Am 29. August 1979 starb Adrien Dax in Toulouse und fand dort auch seine letzte Ruhestätte.

## Schriften
- Guy Flandre, Oscar Borillo (Hrsg.) Adrien Dax - Écrits. Éditions Rue des Cascades, Paris 2010.

## Ausstellungen
Einzelausstellungen
- 1976 Galerie La Marée, Brüssel.
- 1980 Galerie Actual, Paris.
- 1994 Galerie Carole Brimaud, Paris.
- 2014 Galerie Convergences, Paris.

Gruppenausstellungen
- 1959 Exposition internationale du surréalisme, Paris.
- 1961 Solstice de l'image, Paris.
- 1965 l'Écart absolu, Paris.
- 1976 Exposition surréaliste, Chicago.